# Liste des îles du Honduras
Voici une liste des îles du Honduras:

## Dans laMer des Caraïbes
- Les Îles de la Baie
  - Guanaja
  - Roatán
  - Barbaretta
  - Útila
  - Cayos Cochinos
- îles Swan
- Bobel Cay
- Port Royal Cay
- Savanna Cay
- Cayo Sur

## Dans l'Océan Pacifique
- Le Tigre